# Huis van Pauw
Het Huis van Pauw (ook Groen van Prinstererhuis) is een pand op de Korte Vijverberg in Den Haag. Het dateert uit 1635 en werd gebouwd voor Reinier Pauw en zijn tweede vrouw, de weduwe Stijntje van Ruytenburch. Tegenwoordig is hier het Kabinet van de Koning gehuisvest.
In 1724 verbouwde Johan van Schuylenburgh het pand met architect Daniël Marot. Er kwam een verdieping op, de gevels werden verbouwd en het trappenhuis verplaatst. In de kamer naast de voordeur kwam beschilderd behang, dat nog steeds intact is.
In 1881 werd het voor 70.000 gulden aan de Staat verkocht, die in het 'Huis Groen' in 1882 de arrondissementsrechtbank vestigde. In 1901 verhuisde de rechtbank naar het Korte Voorhout.
In 1914, na uitgebreide restauraties en verbouwingen, betrok het, destijds, Kabinet der Koningin (van koningin Wilhelmina) het pand. In 1940 werden ijzeren rolluiken aangebracht om het pand tegen het oorlogsgeweld te beschermen. In 1941 werd het gebouw door de Wehrmacht gevorderd om er een casino te maken. Later werd dit het kantoor van Mussert, die op 7 mei 1945 op de Korte Vijverberg werd gearresteerd. Na de oorlog keerde het Kabinet terug in het pand.

## Bewoners
Reinier Pauw en Stijntje van Ruytenburch hadden beiden kinderen uit een eerder huwelijk. Zijn zoon Diederik Pauw trouwde met haar dochter Alida en ze kregen twee zonen, Reinier Pauw II en Joan, voordat Alida op 25-jarige leeftijd stierf. Diederik hertrouwde met Elisabeth Cats, dochter van Jacob Cats. Zij was ook al weduwe.
Reinier Pauw II erfde het huis aan de Korte Vijverberg van zijn grootvader. Na zijn overlijden ging het huis naar zijn broer Joan, die het in 1703 voor 20.000 gulden verkocht aan Agneta de Graeff uit Amsterdam. In 1709 overleed Agneta's echtgenoot, en in 1711 verkocht zij het huis voor 27.000 gulden aan Johan van Schuylenburgh, broer van Cornelis, die op de Lange Vijverberg 7 woonde. Hij had al twee zonen en kreeg er nog twee na zijn huwelijk met Cornelia Jacoba van Kemp. Hij had een grote schilderijenverzameling.
Na zijn overlijden werd het huis voor 40.000 gulden verkocht aan Hendrik van Slingelandt (Dordrecht, 1702-1759), afwisselend schepen en burgemeester van Den Haag. Zijn dochter Agatha trouwde met Willem Bentinck, en zij bleven er wonen tot 1775. Hun zoontje Adolf Carel erfde het huis en verhuurde het van 1786-1789 aan de Friese edelman en Orangist Willem August Sirtema van Grovestins.
De volgende huurder bleef maar een jaar en vanaf 1797 huurt de net getrouwde dokter Petrus Jacobus Groen van Prinsterer het huis. Hij was onder andere lijfarts van Koning Willem I. In 1805 kocht hij het huis van de familie Bentinck voor slechts 20.000 gulden.
Zijn zoon Willem Groen van Prinsterer (1801-1876) werd de volgende eigenaar, dit staat te lezen op de gevel: "Groen van Prinsterer (1838-1876)" en "Vrouwe Groen van Prinsterer - geb. van der Hoop (1838-1879)". Hij was doctor in de rechten, politicus, historicus en advocaat. Zij was Betsy van der Hoop (1809-1879), sinds 1831 actief in de Réveil-beweging. Zij trouwden op 23 mei 1828, en bleven kinderloos. Betsy was ook een van de oprichtsters van het diaconessenziekenhuis Bronovo (1865). Na haar overlijden ging het huis in 1879 naar een nicht van Willem, Elisabeth H.M. Philipse, getrouwd met Jhr. Bonifacius Cornelis de Jonge (1834-1907), president van de arrondissementsrechtbank, maar die verhuurden het.